# Liste der Monuments historiques in Uzeste
Die Liste der Monuments historiques in Uzeste führt die Monuments historiques in der französischen Gemeinde Uzeste auf.

## Liste der Bauwerke
| Bezeichnung                       | Beschreibung                  | Standort | Kennzeichnung | Schutzstatus | Datum | Bild |
| --------------------------------- | ----------------------------- | -------- | ------------- | ------------ | ----- | ---- |
| Ehemalige Stiftskirche Notre-Dame | Erbaut im 13./14. Jahrhundert | (Lage)   | PA00083855    | Classé       | 1840  |      |

## Liste der Objekte

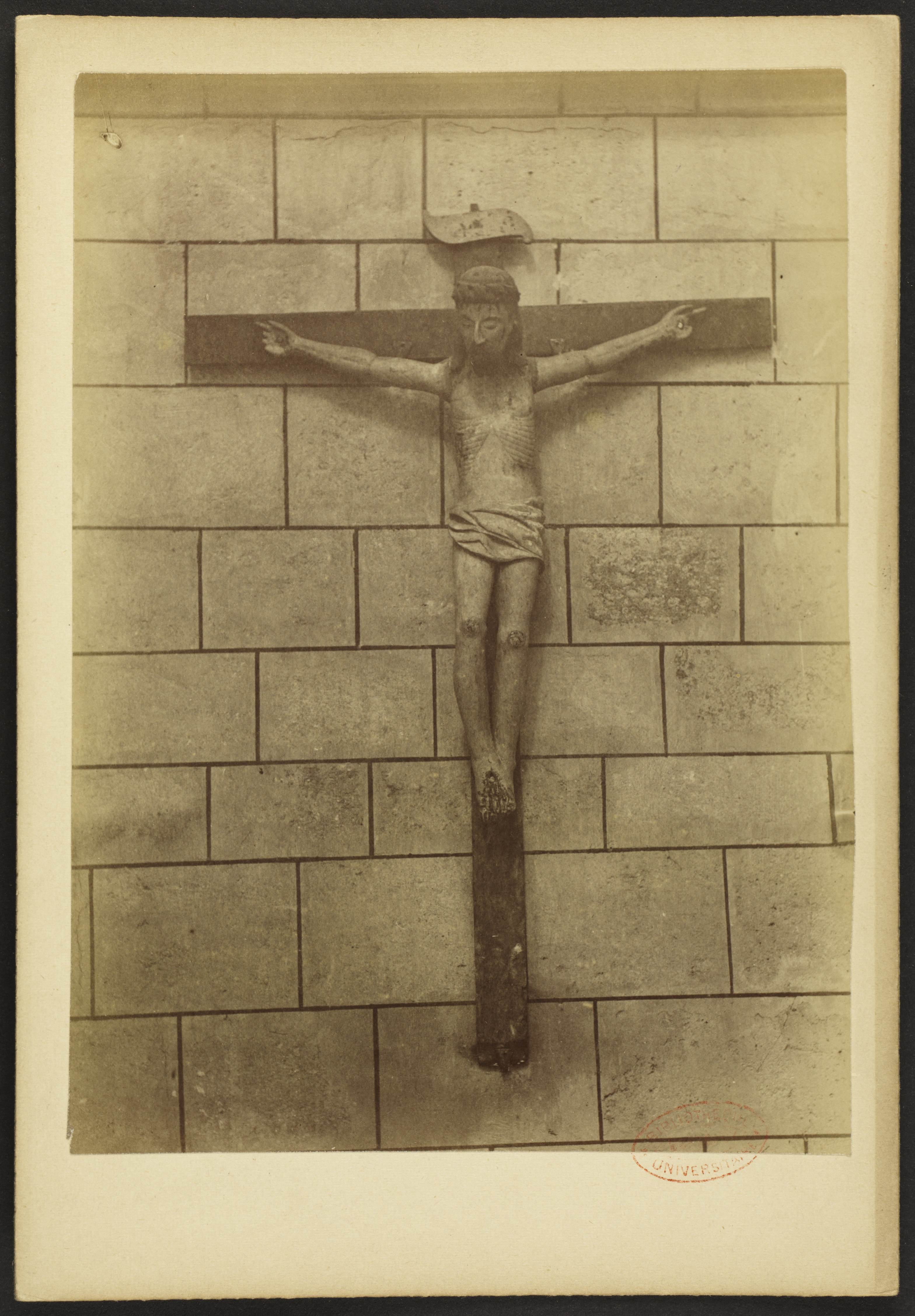
Kreuz aus dem 15. Jahrhundert in der Kirche Notre-Dame (Foto: Jean-Auguste Brutails)

- Monuments historiques (Objekte) in Uzeste in der Base Palissy des französischen Kultusministeriums

Siehe auch: Madonna mit Kind (Uzeste)